# Бланоју (Валча)
Бланоју (рум. Blănoiu) насеље је у Румунији у округу Валча у општини Раковица. Oпштина се налази на надморској висини од 538 m.

## Становништво
Према подацима из 2002. године у насељу је живело 63 становника, од којих су сви румунске националности.